# Chorthippus helanshanensis
Chorthippus helanshanensis är en insektsart som beskrevs av Zheng, Z. 1999. Chorthippus helanshanensis ingår i släktet Chorthippus och familjen gräshoppor. Inga underarter finns listade i Catalogue of Life.